# Amarenomyces ammophilae
Amarenomyces ammophilae är en svampart som först beskrevs av Wilhelm Gottfried Lasch, och fick sitt nu gällande namn av O.E. Erikss. 1981. Enligt Catalogue of Life ingår Amarenomyces ammophilae i släktet Amarenomyces, ordningen Pleosporales, klassen Dothideomycetes, divisionen sporsäcksvampar och riket svampar, men enligt Dyntaxa är tillhörigheten istället släktet Amarenomyces, familjen Botryosphaeriaceae, ordningen Botryosphaeriales, klassen Dothideomycetes, divisionen sporsäcksvampar och riket svampar. Arten är reproducerande i Sverige. Inga underarter finns listade i Catalogue of Life.